# Epoxies
Epoxies is een voormalige Amerikaanse newwaveband afkomstig uit Portland (Oregon) die werd opgericht in 2000. De band bestond uit onder andere Fritz M. Static (synthesizer), Viz Spectrum (gitaar), Roxy Epoxy (zang), Shock Diode (basgitaar) en Ray Cathode (drums). De band stond bekend om de uitvoerige special effects en kostuums (vaak gemaakt van ducttape) die werden gebruikt bij liveoptredens.
De muziekstijl van de band ligt dicht bij punkrock, maar de teksten gaan uitsluitend over onderwerpen die te maken hebben met sciencefiction, het atoomtijdperk, vervreemding en consumentisme.

## Geschiedenis

### Begin (2000-2002)
Leden van Epoxies waren voorheen midden jaren 90 al betrokken geweest bij punkbands in de omgeving van Portland. Static en Epoxy waren betrokken bij The Automatics. Spectrum en Static kregen samen het idee om een soort themaband op te richten waarvan de leden goedkope zelfgemaakte robotkostuums zoude dragen. Kid Polymer ging kort daarna als basgitarist samen met Spectrum en Static spelen waarna in 2000 ook Dr. Grip en Epoxy in de band kwamen spelen. Hiermee was de eerste formatie compleet. De band speelde onder de naam Adhesives totdat de leden erachter kwamen dat er een gelijknamige band in de buurt was.
In september 2001 liet Epoxies de eerste plaat uitgeven, getiteld Epoxies, via Dirtnap Records, een platenlabel dat zich toentertijd nog in Seattle, Oregon bevond. Op de single staan de nummers "Need More Time", "Molded Plastic" en een coverversie van "Beat My Guest" van Adam and the Ants.

### Groeiende populariteit (2002-2006)
De eerste uitgave van de band vormde de basis voor het debuutalbum (eveneens getiteld Epoxies) dat werd uitgegeven in maart 2002, waarna intensieve tournees langs de westkust volgden. Tussen de uitgave van het debuutalbum en augustus 2002 verliet basgitarist Kid Polymer de band en werd zijn werk in de band overgenomen door Shock Diode.
In oktober 2002 liet de band een single uitbrengen getiteld "(We're All) Synthesised", met op de B-kant een coverversie van het nummer "Clones (We're All)" van Alice Cooper. Voorafgaand aan de eerste volledige tournee door de VS die de band aan het einde van 2002 zou maken, was de band ook bezig met het maken van een verzamel-cd om tijdens concerten te verkopen. Dr. Grip verliet de band vlak na de tournee en werd vervangen door Ray Cathode.
In 2003 en 2004 zette de band de tournees door de Verenigde Staten door en opende vaak voor onder andere Groovie Ghoulies. In 2004 tourde de band tevens met NOFX voor de eerste keer door Europa. Het nummer "Need More Time" werd het jaar daarop uitgegeven op Rock Against Bush, een compilatiealbum van Fat Wreck Chords. De eigenaar van Fat Wreck Chords, Fat Mike is tevens de zanger en bassist van NOFX. Dit leidde ertoe dat Epoxies een contract tekende bij het platenlabel Fat Wreck Chords om hier het tweede en tevens laatste studioalbum uit te laten geven. Stop the Future werd uitgegeven op 17 mei 2005 en bevat een coverversie van het nummer "Robot Man" van de Duitse rockband Scorpions.
In de jaren hierna, in 2005 en 2006, tourde de band met onder andere bands als The Aquabats en The Phenomenauts, en bands die ook bij Fat Wreck Chords speelden zoals Smoke or Fire, The Soviettes, Against Me! en Teenage Bottlerocket.
Gedurende deze tijd werd de single "Synthesised" opnieuw opgenomen in de fictieve taal Simlish voor het computerspel De Sims 2: Gaan het Maken, dat in 2006 werd uitgegeven.

### Einde (2007)
De band tekende in juni 2007 een contract bij het platenlabel Metropolis Records en liet in augustus dat jaar een ep uitgeven getiteld My New World. Tevens was er sprake van een nieuw studioalbum dat later dat jaar via dit label uitgegeven zou worden. In maart 2008 bevestigde Epoxy echter de geruchten dat de band uit elkaar was gegaan. De band heeft later, in de jaren 10, nog enkele reünieconcerten gegeven.

## Discografie
| Studioalbums - Epoxies (2002, Dirtnap Records) - Stop the Future (2005, Fat Wreck Chords) Ep's - Epoxies (2001, Dirtnap Records) - My New World (2007, Metropolis Records) Singles - "(We're All) Synthesized" (2002, Dirtnap Records) | Videoclips - "Stop Looking at Me" (2002) - "Need More Time" (2002) - "Molded Plastic" (2002) - "You" (2002) - "Synthesized" (2005) |